# SpVgg Selbitz
Die SpVgg Selbitz (auch kurz SV Selbitz) ist ein Sportverein aus der oberfränkischen Stadt Selbitz. Der Verein bietet neben Fußball auch Wandern an.

## Geschichte
Er wurde 1914 von zwei oder drei Studenten gegründet, die den Fußball in die Stadt Selbitz im Frankenwald bringen wollten. Im gleichen Jahr fand das erste offizielle Spiel gegen den FC Helmbrechts statt, das Ergebnis ist nicht mehr bekannt.
Nach Jahrzehnten im unterklassigen Fußball stieg die SpVgg 2001 in die Bezirksoberliga Oberfranken auf. Vier Jahre später folgte der erstmalige Aufstieg in die Landesliga Bayern Nord. In der Saison 2010/11 wurden als Vizemeister die Relegationsspiele zur Bayernliga erreicht, bei denen sich aber der TSV Gersthofen durchsetzte. In der Folgesaison sicherte sich der Verein bereits fünf Spieltage vor Saisonende vorzeitig den Aufstieg und qualifizierte sich für die Relegation zur Regionalliga Bayern. Dort schied die Spielvereinigung allerdings gegen den Würzburger FV aus und spielte somit in der Saison 2012/13 in der fünftklassigen Bayernliga. In der Saison 2013/14 wurde lediglich die Relegation erreicht, wobei die SpVgg im Vergleich mit dem FC Viktoria Kahl unterlag und in die Landesliga abstieg.

## Erfolge
- Aufstieg in die Bayernliga: 2012
- Aufstieg in die Landesliga Bayern: 2005
- Teilnahme an der Relegation zur Regionalliga Bayern: 2012
- Teilnahme an der Relegation zur Bayernliga: 2011
- Oberfränkischer Toto-Pokalsieger (2): 2007, 2008

## Fans
Am 4. Juli 2008 wurde der Fanclub der SpVgg Selbitz gegründet, er hat etwa 50 Mitglieder.

## JFG Selbitztal 05
Die Vereine TuS Schauenstein 1877, SpVgg Selbitz und der VfB Helmbrechts gründeten am 28. November 2005 die Junioren-Fördergemeinschaft (JFG) Selbitztal 05 e. V., deren Ziel es ist, den Nachwuchsfußball aus dem Frankenwald zu fördern. Zum 1. Juli 2010 trat der ATS Selbitz als neuer Stammverein der JFG bei. Am 1. Juli 2011 verließ er zusammen mit dem VfB Helmbrechts, der eigene Schüler- und Juniorenmannschaften aufbaute, die Junioren-Fördergemeinschaft wieder. Der FSV Naila rückte am 1. Juli 2012 als neuer Stammverein der JFG nach.